# Toon Steenbakkers
Antoon (Toon) Steenbakkers (Sint-Michielsgestel, 18 april 1916 – Rosmalen, 29 augustus 2006) was een Nederlandse wielrenner.

## Biografie
Toon Steenbakkers was de zoon van Marinus Steenbakkers en Adriana van den Oetelaar. Hij trouwde op 24 juli 1946 met Hendrika Huberdina (Riek) Dielissen. Hij had vier zusters en twee broers. Vanwege zijn rode haar werd Steenbakkers "Rooie Toon" genoemd.
Zijn beste prestatie was het behalen van de Nationale kampioenschap voor onafhankelijken in 1941. Omdat hij dit kampioenschap in de oorlog behaalde, kreeg hij zijn medaille pas in 1966 uitgereikt. Steenbakkers had een uitzonderlijke lange profcarrière. Daarin zaten de jaren van de Tweede Wereldoorlog. Na de oorlog was hij een goede prof die veel ereplaatsen reed. In de sprint behoorde hij niet tot de rapste. Hij behaalde vier overwinningen. Op het Nederlands kampioenschap wielrennen op de weg werd hij in 1945 tweede achter Theo Middelkamp. Aangezien Steenbakkers niet zo'n beste sprinter was, deed hij veel knechtenwerk voor Gerrit Schulte.
Steenbakkers werd na zijn wielerloopbaan verzekeringsagent en bleef dat tot zijn pensioen.

## Belangrijkste overwinningen en ereplaatsen
1938
- 1e Vierlandenwedstrijd in Stockholm, amateurs met Joop Demmenie, Adrie Zwartepoorte, Piet Smits.
- 1e Ronde van Dolhain (België)
- 1e Wielerronde van Gennip[2]

1941
- 1e bij het Nederlands kampioenschap wielrennen op de weg voor onafhankelijken.[3]
- 1e bij het Nederlands clubkampioenschap wielrennen met clubgenoten Cor Wijdenes en Tjeu Janssen van RTC Het Zuiden uit Eindhoven.[4]
- 1e bij de 2e Duivelsrit van Heerlen[5]
- Toon wordt Professional [6]

1944
- 1e op het 2e Bossche Veemarkt-Criterium
- 5e Nederlands kampioenschap wielrennen op de weg voor professionals.

1945
- 2e bij het Nederlands kampioenschap wielrennen op de weg voor professionals.
- 1e Ronde van Zaandam[7]

1947
- 1e Wielerstrijd in Feijenoord Stadion (Rotterdam)[8]

1949
- 4e Nederlands kampioenschap wielrennen op de weg voor professionals.

## Foto's

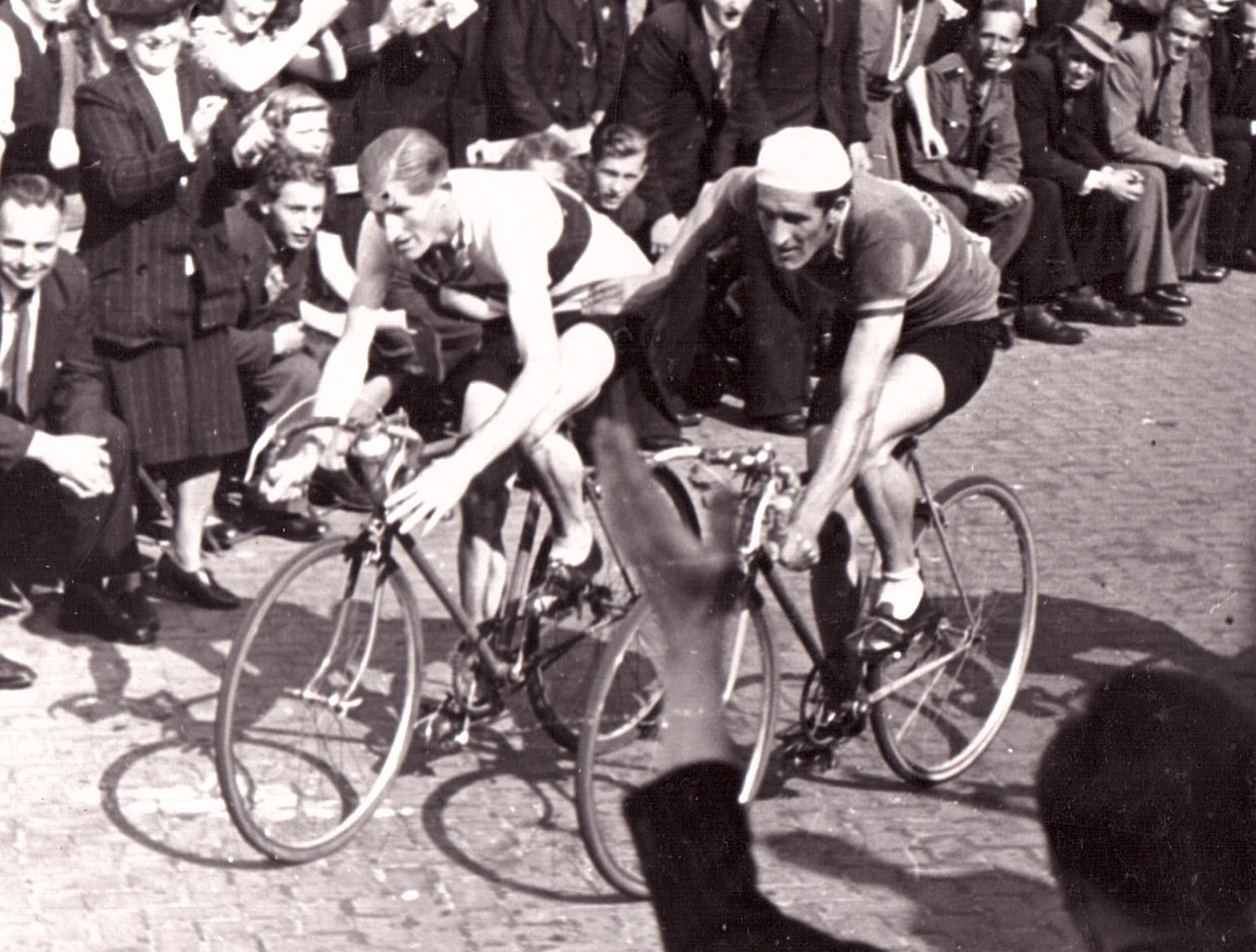
Steenbakkers met wit shirt, in actie tijdens de Ronde van Den Bosch op 13 augustus 1944.